# Ahrenshoop
 Ahrenshoop er en kommune og badeby i det nordøstlige Tyskland med 638 indbyggere (2013)[kilde mangler], beliggende på halvøen Fischland-Darß-Zingst under Landkreis Vorpommern-Rügen. Landkreis Vorpommern-Rügen ligger i delstaten Mecklenburg-Vorpommern. Havbadet Ahrenshoop er beliggende ved overgangen fra Fischland til Darß mellem østersøkysten og boddenkysten (Saaler Bodden) og har dermed vand på to sider.
Tværs igennem kommunen Ahrenshoop løber den historiske grænse mellem Mecklenburg og Vorpommern, bykernen Ahrenshoop hører historisk set til Vorpommern, mens bydelene Althagen og Niehagen tidligere tilhørte Mecklenburg.